# Belén López
María de Belén López, nota come Belén López (Siviglia, 28 marzo 1970), è un'attrice spagnola.

## Filmografia parziale

### Cinema
- Yerma, regia di Pilar Távora (1998)
- 15 días contigo, regia di Jesús Ponce (2005)
- Combattere o morire - The Distance (La distancia), regia di Iñaki Dorronsoro (2006)
- ¿Por qué se frotan las patitas?, regia di Álvaro Begines (2006)
- 8 citas, regia di Peris Romano e Rodrigo Sorogoyen (2008)
- Holmes & Watson: Madrid Days, regia di José Luis Garci (2012)
- 15 años y un día, regia di Gracia Querejeta (2013)
- Love Unlimited, regia di Alejandro Ochoa (2013)
- Il club degli incompresi (El club de los incomprendidos), regia di Carlos Sedes (2014)
- Embarazados, regia di Juana Macías (2016)
- Adú, regia di Salvador Calvo (2020)

### Televisione
- Esencia de poder - serie TV, 20 episodi (2001)
- Motivos personales - serie TV, 27 episodi (2005)
- R.I.S. Científica - serie TV, 13 episodi (2007)
- Pelotas - serie TV, 24 episodi (2009-2010)
- Luna, el misterio de Calenda - serie TV, 20 episodi (2012-2013)
- Amar es para siempre - serie TV, 277 episodi (2013-2014)
- Mar de plástico - serie TV, 14 episodi (2015-2016)
- Caronte - serie TV, 12 episodi (2020)
- White Lines - serie TV, 10 episodi (2020)
- Operación Marea Negra - serie TV, 6 episodi (2023-2024)